# 国道58号
国道58号（こくどう58ごう）は、鹿児島県鹿児島市から種子島、奄美大島を通り、沖縄県沖縄島の那覇市に至る一般国道である。複数のフェリーで結ばれている、海上航路部分も国道扱いとなっている。

## 概要
途中、種子島、奄美大島を経て、沖縄本島に達する。全体の約7割を占める海上区間の延長609.5 kmは日本最長で、海上区間を含む国道の路線別総延長でも、2022年（令和4年）3月31日現在、第1位の長さをもつ。2桁国道であるが、種子島と奄美大島は指定区間外である。
県庁所在地である鹿児島市と那覇市とを、種子島、奄美大島を中継して連絡する日本では一番長大な海上国道である。沖縄県の一部区間、大宜味村の宮城島を通過する。航路は、鹿児島市 - 種子島間と鹿児島市 - 奄美大島 - 沖縄本島間が就航している。
鹿児島市内では700 m程だが『朝日通り』の愛称がある。沖縄県では「沖縄の大動脈・国道58号」などと称されている。沖縄県内では、主に地元の人の間で「ゴーパチ」や「ゴッパチ」、「ゴーハチ」などと呼ばれている、もしくは米軍統治下の名残から(後述)単に「1号線」とも呼ばれている。また沖縄県内で唯一の片側3車線道路（明治橋 - 嘉手納交差点付近の区間）である。種子島や奄美大島では唯一の国道であるため、単に「国道」と言えば本道路のことを指す場合が多い。
九州・沖縄を通じて交通量がもっとも多い国道である。平成17年度道路交通センサスによる平日24時間交通量は、沖縄県浦添市勢理客（じっちゃく）で81,255台/日であり、九州・沖縄で第1位であった。
沖縄県の嘉手納町 - 北谷町の嘉手納基地沿いは、ヤシ並木の優れた街路樹景観が評価され、読売新聞社選定の「新・日本街路樹100景」（1994年）のひとつに選定されている。
毎年10月に開催される那覇まつりのメインイベントである那覇大綱挽は、那覇市久茂地交差点付近で、可動式の中央分離帯を撤去した上で行われる。

### 路線データ
一般国道の路線を指定する政令に基づく起終点および重要な経過地は次のとおり。
- 起点：鹿児島市（西郷隆盛銅像前交差点[1][注釈 5] = 国道10号交点、国道224号終点）
- 終点：那覇市（明治橋 = 国道329号・国道332号終点、国道331号起点）
- 重要な経過地：西之表市、鹿児島県熊毛郡南種子町、同県大島郡笠利町[注釈 6]、名瀬市[注釈 6]、同郡瀬戸内町、沖縄県国頭郡国頭村、同郡大宜味村、名護市、宜野湾市（大山）、浦添市（屋富祖）
- 総延長：881.9 km（鹿児島県：709.9 km、沖縄県：172.0 km）未供用延長（海上区間）を含む。[3][注釈 1]
- 重用延長：なし[3][注釈 1]
- 未供用延長：609.5 km（鹿児島県：591.0 km、沖縄県：18.5 km）[3][注釈 1]
  - 未供用延長のうち海上区間：609.5 km（鹿児島県：591.0 km、沖縄県：18.5 km）[3][注釈 1]
- 実延長：272.9 km（鹿児島県：118.9 km、沖縄県：153.5 km）[3][注釈 1]
  - 現道：240.7 km（鹿児島県：118.5 km、沖縄県：122.2 km）[3][注釈 1]
  - 旧道：17.8 km（鹿児島県：0.4 km、沖縄県：17.4 km）[3][注釈 1]
  - 新道：13.9 km（鹿児島県：- km、沖縄県：13.9 km）[3][注釈 1]
- 指定区間：鹿児島市山下町5番1 - 鹿児島市名山町12番1（西郷隆盛銅像前交差点（起点）[1] - 泉町交点の東）、沖縄県国頭郡国頭村奥字新田原541番の1 - 那覇市奥武山町51番（明治橋（終点））[8]
- 海上区間：鹿児島県鹿児島市名山町（泉町交点の東） - 鹿児島県西之表市西町、鹿児島県熊毛郡南種子町島間 - 鹿児島県奄美市笠利町里、および鹿児島県大島郡瀬戸内町古仁屋 - 沖縄県国頭郡国頭村奥

## 歴史

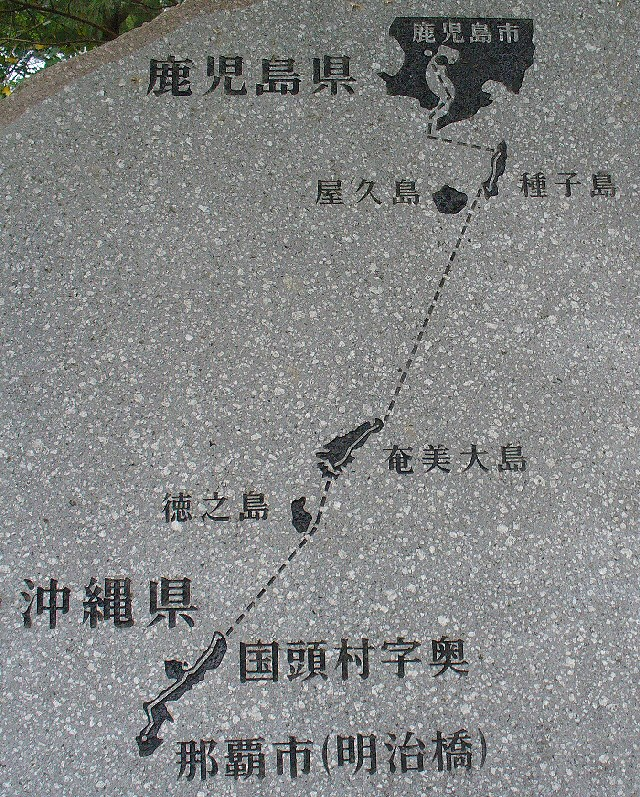
沖縄県内での起点・国頭村奥にある記念碑。本土復帰した1972年に一般国道への指定を記念して建立された。

国道58号の沖縄県内部分は、米軍が整備・指定したHighway No.1（那覇市 - 国頭郡国頭村）がその起源となる。この道路は那覇軍港、普天間基地、嘉手納基地などをつなぐ、沖縄の大動脈である。なお「緊急時の滑走路としての利用も考えられて作られていた」と言われることがあるが、当時は沿線に7箇所の飛行場があり滑走路として使用する必要性はほぼなく都市伝説に過ぎない。1952年（昭和27年）4月1日の琉球政府発足後、琉球政府の道路法に基づき、中頭郡読谷村大湾 - 国頭郡名護町名護 - 国頭郡国頭村奥は政府道一号線（政府道は日本の国道に相当）に認定されたが、那覇市明治橋 - 読谷村大湾は米軍が管理する軍道のままであった。なおこの時期は舗装はなされていたものの、歩道などの付属設備等はそれほど進んでいなかった。読谷村 - 名護町についても、政府道にはなっていたが、管理は米軍が行っていた。1972年（昭和47年）4月25日、軍道の管理が琉球政府に移管された。以下に述べるように国道58号となった後も沖縄県内では一般には時に1号線と呼ばれた。
その年の5月15日、沖縄返還と同時に「沖縄の復帰に伴う建設省関係政令の改正に関する政令」が施行され、政府道一号線を含む鹿児島県鹿児島市から沖縄県那覇市までの区間が一般国道58号に指定された。1965年（昭和47年）に国道の一級・二級の別がなくなり、以降新設される国道には三桁（272号以降）の路線名が与えられていた。その後に新設された一般国道58号は、特例として二桁の路線名が付与されたものである。ゆえに、一級国道であったことはない。
なお、この時点では経由地に種子島・奄美大島は含まれておらず、鹿児島市の直後が沖縄県国頭郡国頭村となっていた。昭和49年（1974年）政令第364号で経由地に西之表市・熊毛郡南種子町・大島郡笠利町・名瀬市・大島郡瀬戸内町が加えられた。
沖縄県での自動車の普及に伴い順次整備が進み、那覇近郊では最大8車線に拡張、中頭郡読谷村から名護市にかけての山裾、海岸沿いの連続するカーブや勾配なども多くが改められ、現在に至る。奄美大島でも龍郷-名瀬間などはトンネルの掘削による改良が行われたが、交通量の少ない種子島では片側1車線の区間が大半である。

## 路線状況
海上区間の航路としては、鹿児島市・鹿児島港 - 種子島・西之表港間にコスモライン、鹿児島港 - 奄美大島・名瀬港 - 沖縄本島・本部港 - 那覇港にマルエーフェリーとマリックスラインが就航する。ただし、種子島 - 奄美大島間の航路は無く、奄美大島 - 沖縄本島間の航路も沖縄本島の起点である国頭村に寄港しないため、航路を考慮してもこの区間は断続することになる。

### 別名
- 国頭方西海道
琉球王朝時代の同街道にほぼ沿っている。ただし、恩納村山田 - 読谷村伊良皆および浦添市牧港以南は県道指定など別ルートである。
- ゴーパチ・ゴッパチ・ゴッパー・ゴーハチ・58号・1号。

### バイパス
- 鹿児島県
  - 中種子道路（熊毛郡中種子町中野）
  - おがみ山バイパス（奄美市名瀬永田町 - 奄美市名瀬真名津町）
  - 和瀬バイパス
  - 網野子バイパス
- 沖縄県
  - 伊差川バイパス
  - 名護バイパス
  - 名護東道路
  - 恩納バイパス
  - 恩納南バイパス
  - 沖縄西海岸道路
    - 読谷道路
    - 嘉手納バイパス
    - 宜野湾バイパス
    - 浦添北道路
    - 那覇西道路

### 重複区間
- 国道224号（鹿児島県鹿児島市山下町・西郷隆盛銅像前交差点（起点） - 鹿児島市本港新町・鹿児島港）
- 国道329号（沖縄県那覇市旭町・旭橋交差点 - 那覇市通堂町・明治橋交差点（終点））

### 道の駅
- 鹿児島県
  - 奄美大島住用（奄美市）
- 沖縄県
  - ゆいゆい国頭（国頭郡国頭村）
  - おおぎみ（国頭郡大宜味村）
  - 喜名番所（中頭郡読谷村）
  - 許田（名護市）

### 二輪車の車両通行区分規制
国道58号の嘉手納南（中頭郡嘉手納町） - 城間（浦添市）と、勢理客北（浦添市） - 旭橋（那覇市）の2区間計約19.7 kmには二輪車の車両通行帯（車両通行区分）の交通規制が導入されていたが、2024年（令和6年）9月末までに解除されることになった。この規制は二輪車は原則として第一通行帯（第一車線）を走行し、右折・横断する場合は手前からできる限り道路の中央に寄って右折・横断する（原付の二段階右折場所を除く）という規制である。この二輪車の車両通行区分規制はバイクの車線変更時の事故の多発を受け、1983年（昭和58年）に導入され他府県でも導入されていたが、徐々に解除され、沖縄県の国道330号と国道58号のみとなった。国道330号の二輪車の車両通行区分規制も2024年（令和6年）8月末までに廃止されることが決定しており、同年9月末までに国道58号の二輪車の車両通行区分規制も廃止されることで全廃となる見通しである。

## 地理

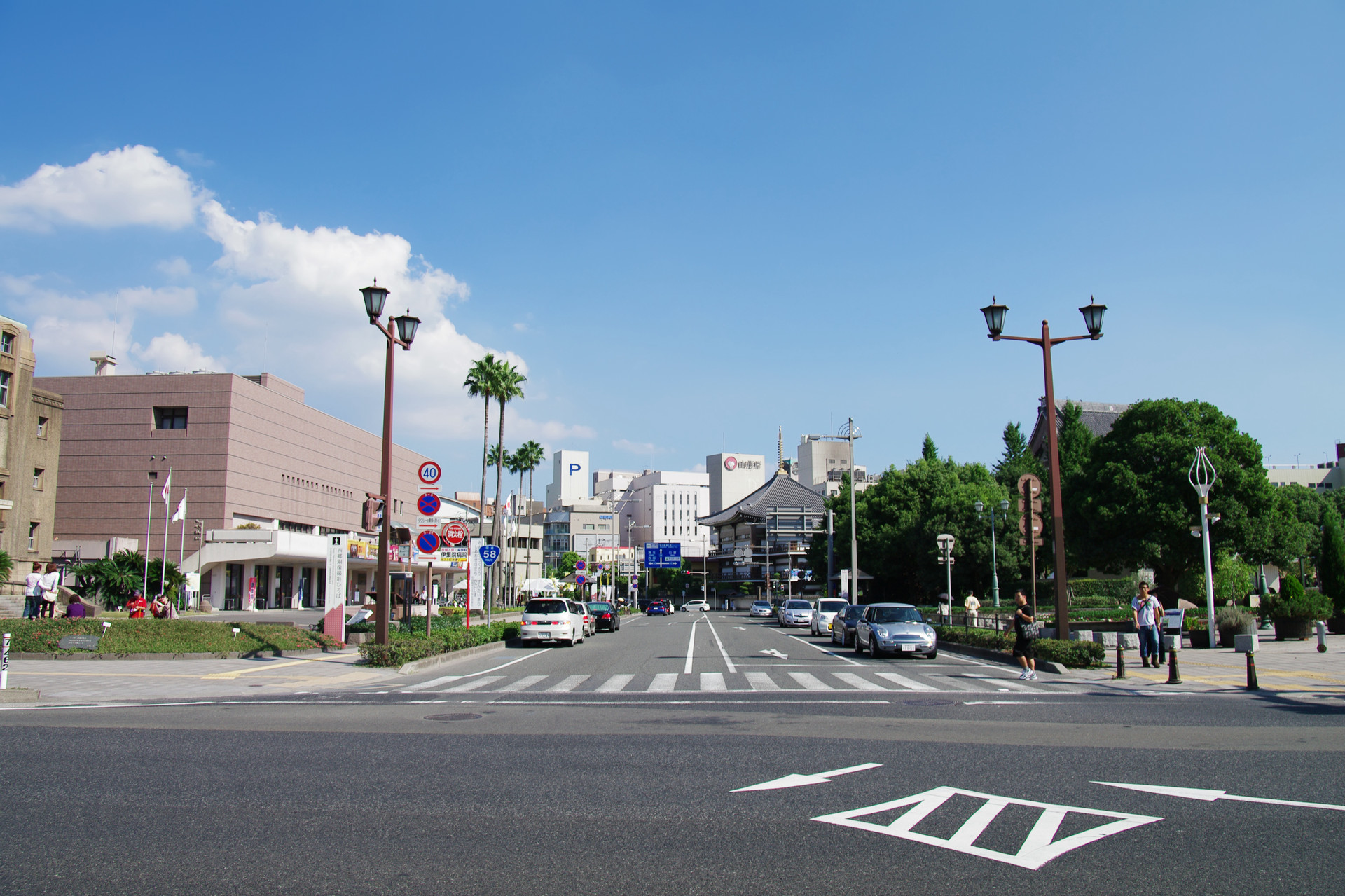
起点・西郷隆盛銅像前交差点（鹿児島市）

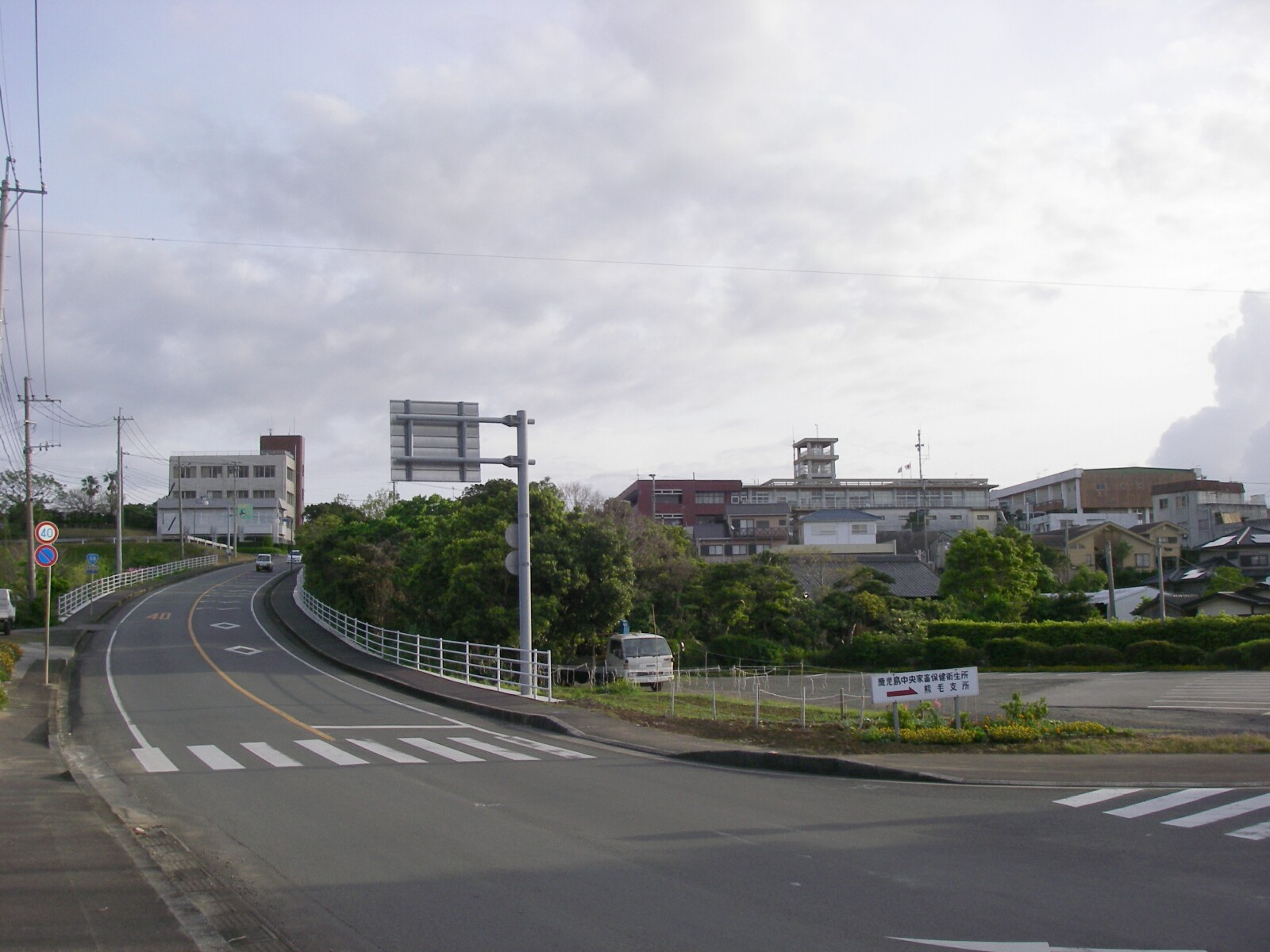
種子島区間（中種子町役場付近）

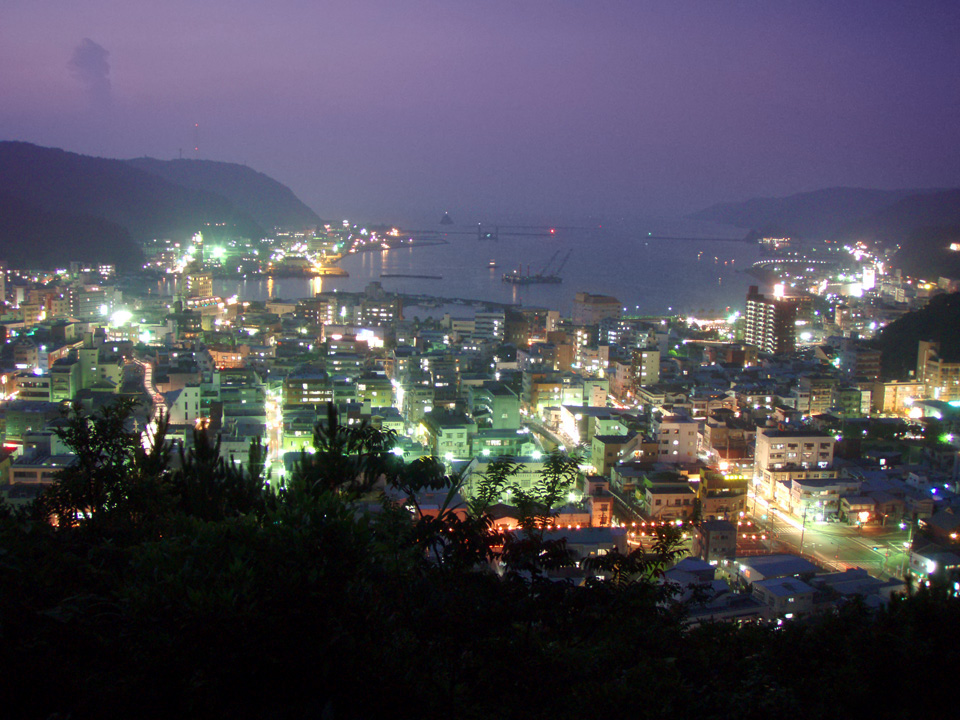
奄美市の夜景

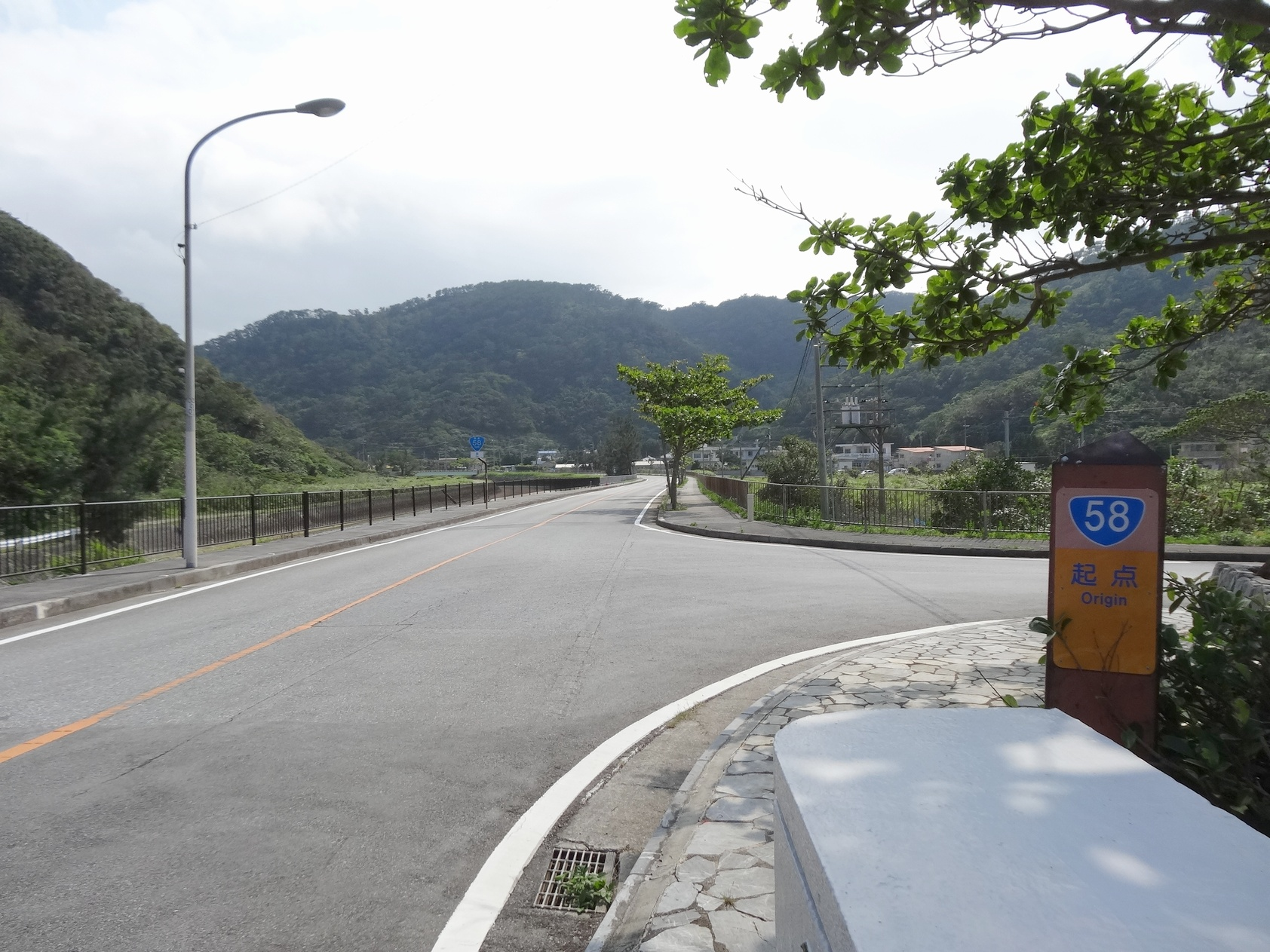
沖縄本島起点・奥橋（国頭村）

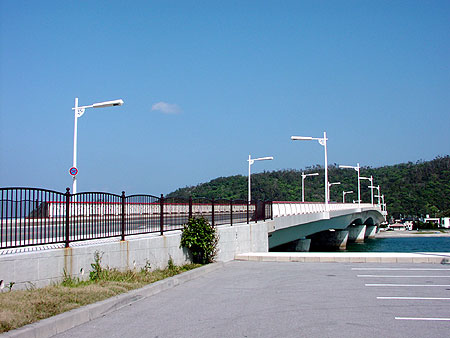
塩屋大橋（大宜味村）

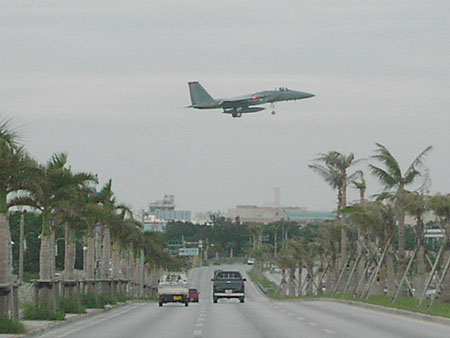
上空を飛行する米軍戦闘機（嘉手納町）

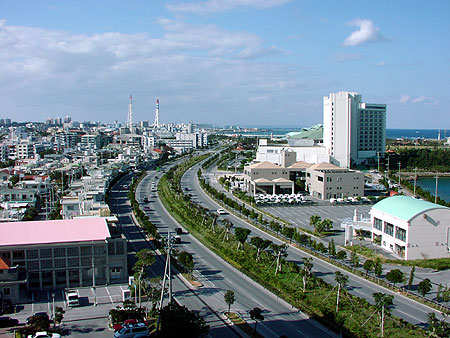
宜野湾バイパス（宜野湾市）

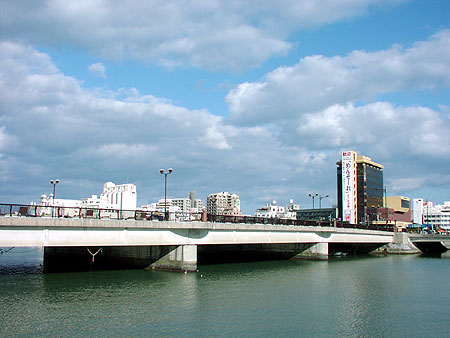
終点・明治橋（那覇市）

### 通過する自治体
- 鹿児島県
  - 薩摩地方：鹿児島市
  - 種子島：西之表市 - 熊毛郡中種子町 - 熊毛郡南種子町
  - 奄美大島：奄美市 - 大島郡龍郷町 - 奄美市 - 大島郡瀬戸内町
- 沖縄県
  - 国頭郡国頭村 - 国頭郡大宜味村（宮城島を一部通過） - 名護市 - 国頭郡恩納村 - 中頭郡読谷村 - 中頭郡嘉手納町 - 中頭郡北谷町 - 宜野湾市 - 浦添市 - 那覇市

### 交差する道路
| 交差する道路                                                                  | 都道府県名 | 市町村名 | 市町村名 | 交差する場所   | 交差する場所                |
| ----------------------------------------------------------------------------- | ---------- | -------- | -------- | -------------- | --------------------------- |
| 国道10号 国道224号 重複区間起点                                               | 鹿児島県   | 鹿児島市 | 鹿児島市 | 山下町         | 西郷隆盛銅像前交差点 / 起点 |
| 鹿児島県道25号鹿児島蒲生線                                                    | 鹿児島県   | 鹿児島市 | 鹿児島市 | 山下町         | 県文化センター前交差点      |
| 鹿児島県道204号鹿児島停車場線 鹿児島県道214号鹿児島港線                       | 鹿児島県   | 鹿児島市 | 鹿児島市 | 泉町           | 泉町交差点                  |
| 国道224号 重複区間終点                                                        | 鹿児島県   | 鹿児島市 | 鹿児島市 | 本港新町       | 鹿児島港                    |
| 海上区間                                                                      |            |          |          |                |                             |
| 鹿児島県道581号伊関国上西之表港線 鹿児島県道582号西之表港線                   | 鹿児島県   | 西之表市 | 西之表市 | 西町           |                             |
| 鹿児島県道75号西之表南種子線                                                  | 鹿児島県   | 西之表市 | 西之表市 | 東町           | 東町交差点                  |
| 鹿児島県道582号西之表港線                                                     | 鹿児島県   | 西之表市 | 西之表市 | 東町           | 池田三文字交差点            |
| 鹿児島県道76号野間十三番西之表線                                              | 鹿児島県   | 西之表市 | 西之表市 | 西之表         | 天神橋交差点                |
| 鹿児島県道583号新種子島空港線                                                 | 鹿児島県   | 熊毛郡   | 中種子町 | 納官           |                             |
| 鹿児島県道588号野間島間港線                                                   | 鹿児島県   | 熊毛郡   | 中種子町 | 野間           |                             |
| 鹿児島県道75号西之表南種子線 重複区間起点                                     | 鹿児島県   | 熊毛郡   | 中種子町 | 野間           |                             |
| 鹿児島県道75号西之表南種子線 重複区間終点                                     | 鹿児島県   | 熊毛郡   | 中種子町 | 野間           |                             |
| 鹿児島県道586号茎永上中線                                                     | 鹿児島県   | 熊毛郡   | 南種子町 | 中之上         | 上中交差点                  |
| 鹿児島県道75号西之表南種子線                                                  | 鹿児島県   | 熊毛郡   | 南種子町 | 島間           |                             |
| 鹿児島県道588号野間島間港線                                                   | 鹿児島県   | 熊毛郡   | 南種子町 | 島間           | 島間港                      |
| 海上区間                                                                      |            |          |          |                |                             |
| 鹿児島県道601号佐仁万屋赤木名線 鹿児島県道602号佐仁赤木名線                   | 鹿児島県   | 奄美市   | 奄美市   | 笠利町里       |                             |
| 鹿児島県道82号竜郷奄美空港線                                                  | 鹿児島県   | 大島郡   | 龍郷町   | 赤尾木         |                             |
| 鹿児島県道81号名瀬龍郷線                                                      | 鹿児島県   | 大島郡   | 龍郷町   | 瀬留           |                             |
| 鹿児島県道611号戸口大勝線                                                     | 鹿児島県   | 大島郡   | 龍郷町   | 戸口           |                             |
| 鹿児島県道604号和光浦上線                                                     | 鹿児島県   | 奄美市   | 奄美市   | 名瀬和光町     |                             |
| 鹿児島県道79号名瀬瀬戸内線 鹿児島県道81号名瀬龍郷線                           | 鹿児島県   | 奄美市   | 奄美市   | 名瀬永田町     | 永田橋交差点                |
| 鹿児島県道607号小湊朝戸線                                                     | 鹿児島県   | 奄美市   | 奄美市   | 名瀬朝戸       |                             |
| 鹿児島県道609号山間役勝線                                                     | 鹿児島県   | 奄美市   | 奄美市   | 住用町大字役勝 |                             |
| 鹿児島県道85号湯湾新村線                                                      | 鹿児島県   | 奄美市   | 奄美市   | 住用町大字役勝 |                             |
| 鹿児島県道79号名瀬瀬戸内線 鹿児島県道626号蘇刈古仁屋線                        | 鹿児島県   | 大島郡   | 瀬戸内町 | 古仁屋         |                             |
| 海上区間                                                                      |            |          |          |                |                             |
| 沖縄県道70号国頭東線                                                          | 沖縄県     | 国頭郡   | 国頭村   | 奥             |                             |
| 沖縄県道2号線                                                                 | 沖縄県     | 国頭郡   | 国頭村   | 与那           |                             |
| 国道331号                                                                     | 沖縄県     | 国頭郡   | 大宜味村 | 塩屋           |                             |
| 沖縄県道9号線                                                                 | 沖縄県     | 国頭郡   | 大宜味村 | 津波           |                             |
| 沖縄県道14号線                                                                | 沖縄県     | 名護市   | 名護市   | 源河           |                             |
| 沖縄県道110号線                                                               | 沖縄県     | 名護市   | 名護市   | 真喜屋         | 真喜屋交差点                |
| 国道505号                                                                     | 沖縄県     | 名護市   | 名護市   | 仲尾次         | 仲尾次（北）交差点          |
| 沖縄県道71号名護宜野座線                                                      | 沖縄県     | 名護市   | 名護市   | 伊差川         | 伊差川西交差点              |
| 国道58号 / 名護東道路                                                         | 沖縄県     | 名護市   | 名護市   | 伊差川         | 伊差川IC（平面交差）        |
| 沖縄県道84号名護本部線                                                        | 沖縄県     | 名護市   | 名護市   | 宮里           | 白銀橋交差点                |
| 国道449号 / バイパス                                                          | 沖縄県     | 名護市   | 名護市   | 宮里4丁目      | 宮里4丁目（北）交差点       |
| 国道449号 / 現道 沖縄県道91号本部循環線                                       | 沖縄県     | 名護市   | 名護市   | 宮里3丁目      | 宮里3丁目交差点             |
| 沖縄県道71号名護宜野座線 重複区間起点                                         | 沖縄県     | 名護市   | 名護市   | 城3丁目        | 城1丁目交差点               |
| 沖縄県道84号名護本部線                                                        | 沖縄県     | 名護市   | 名護市   | 東江5丁目      | 東江4丁目（北）交差点       |
| 国道329号                                                                     | 沖縄県     | 名護市   | 名護市   | 東江5丁目      | 世冨慶交差点                |
| 国道58号 / 名護東道路                                                         | 沖縄県     | 名護市   | 名護市   | 数久田         | 数久田IC                    |
| E58 沖縄自動車道                                                              | 沖縄県     | 名護市   | 名護市   | 許田           | 10 許田IC                   |
| 沖縄県道71号名護宜野座線 重複区間終点                                         | 沖縄県     | 名護市   | 名護市   | 許田           | 許田交差点                  |
| 沖縄県道104号線                                                               | 沖縄県     | 国頭郡   | 恩納村   | 安富祖         | 安富祖交差点                |
| 国道58号 / 恩納バイパス                                                       | 沖縄県     | 国頭郡   | 恩納村   | 字瀬良垣       |                             |
| 国道58号 / 恩納バイパス 沖縄県道88号屋嘉恩納線                                | 沖縄県     | 国頭郡   | 恩納村   | 恩納           | 南恩納交差点                |
| 国道58号 / 恩納南バイパス                                                     | 沖縄県     | 国頭郡   | 恩納村   | 恩納           |                             |
| 国道58号 / 恩納南バイパス 沖縄県道73号石川仲泊線                              | 沖縄県     | 国頭郡   | 恩納村   | 仲泊           | 仲泊交差点                  |
| 沖縄県道6号線 重複区間起点                                                    | 沖縄県     | 国頭郡   | 恩納村   | 仲泊           | 仲泊（南）交差点            |
| 沖縄県道6号線 重複区間終点                                                    | 沖縄県     | 国頭郡   | 恩納村   | 山田           | 山田交差点                  |
| 沖縄県道12号線                                                                | 沖縄県     | 中頭郡   | 読谷村   | 喜名           | 喜名交差点                  |
| 沖縄県道6号線                                                                 | 沖縄県     | 中頭郡   | 読谷村   | 伊良皆         | 伊良皆交差点                |
| 沖縄県道16号線 重複区間起点                                                   | 沖縄県     | 中頭郡   | 読谷村   | 大湾           | 大湾交差点                  |
| 沖縄県道74号沖縄嘉手納線 沖縄県道16号線重複区間終点                           | 沖縄県     | 中頭郡   | 嘉手納町 | 字嘉手納       | 嘉手納ロータリー            |
| 沖縄県道23号沖縄北谷線                                                        | 沖縄県     | 中頭郡   | 北谷町   | 伊平           | 国体道路入口交差点          |
| 沖縄県道24号線                                                                | 沖縄県     | 中頭郡   | 北谷町   | 吉原           |                             |
| 沖縄県道130号線                                                               | 沖縄県     | 中頭郡   | 北谷町   | 北谷           | 北谷交差点                  |
| 国道58号 / 宜野湾バイパス                                                     | 沖縄県     | 宜野湾市 | 宜野湾市 | 伊佐           | 伊佐（北）交差点            |
| 沖縄県道81号宜野湾北中城線                                                    | 沖縄県     | 宜野湾市 | 宜野湾市 | 伊佐           | 伊佐交差点                  |
| 沖縄県道34号宜野湾西原線                                                      | 沖縄県     | 宜野湾市 | 宜野湾市 | 大謝名         | 大謝名交差点                |
| 国道58号 / 宜野湾バイパス 沖縄県道153号線                                     | 沖縄県     | 浦添市   | 浦添市   | 牧港           | 牧港交差点                  |
| 沖縄県道38号浦添西原線                                                        | 沖縄県     | 浦添市   | 浦添市   | 屋富祖         | 屋富祖交差点                |
| 沖縄県道82号那覇糸満線                                                        | 沖縄県     | 那覇市   | 那覇市   | 字安謝         | 安謝交差点                  |
| 那覇市道那覇中環状線                                                          | 沖縄県     | 那覇市   | 那覇市   | 天久           |                             |
| 沖縄県道29号那覇北中城線                                                      | 沖縄県     | 那覇市   | 那覇市   | 泊             | 高橋交差点                  |
| 沖縄県道43号線                                                                | 沖縄県     | 那覇市   | 那覇市   | 前島           | 泊ふ頭入口交差点            |
| 那覇市道久茂地松尾線（一銀通り） （旧沖縄県道222号真地久茂地線）              | 沖縄県     | 那覇市   | 那覇市   | 久茂地         | 松山交差点                  |
| 那覇市道松山通り（那覇西道路へ接続） 沖縄県道42号線 沖縄県道221号那覇内環状線 | 沖縄県     | 那覇市   | 那覇市   | 久茂地         | 久茂地交差点                |
| 沖縄県道47号線                                                                | 沖縄県     | 那覇市   | 那覇市   | 久米2丁目      | 泉崎交差点                  |
| 国道329号 重複区間起点 国道330号 国道390号 国道507号                          | 沖縄県     | 那覇市   | 那覇市   | 旭町           | 旭橋交差点                  |
| 国道329号 重複区間終点 国道331号 国道332号                                    | 沖縄県     | 那覇市   | 那覇市   | 通堂町         | 明治橋交差点 / 終点         |

### 峠
- 鹿児島県
  - 網野子峠（標高350 m、奄美市 - 大島郡瀬戸内町）

## 国道58号にまつわるエピソード
沖縄県民の多くの人々にとって、国道58号は沖縄を象徴する最も慕われた道路として存在し、国道58号関連の土産物グッズは日本の国道の中でも特に多いといわれる。
- 沖縄県出身のインディーズバンド「かりゆし58」の58は、この国道58号からとられている[13]。「かりゆし」とは縁起のいいと言う意味の方言。バンドはインディーズとしては異例の日本有線大賞新人賞を受賞している。
- 沖縄県出身のハードロックバンド紫のアルバム『PURPLESSENCE』の中に、「58」という国道58号をモチーフにした曲がある。
- 沖縄県出身のバンドであるBEGINのアルバム『ビギンの一五一会・58（ごっぱち）ドライブ』は、国道58号を指した「58」をアルバムの名前の中に盛り込んだ作品名で発表している[13]。
- 沖縄県生まれのタレント範田紗々のアルバム『We love goya』のデザインは、国道58号の標識を模す。「58」は「ゴーヤ」の語呂合わせでもある。
- 日本のほぼすべてでは脛（すね）を「弁慶の泣き所」というのに対し、沖縄地区の一部では「一号」という。この由来は国道58号の本土復帰前のHighway No.1となっている。
- 国道58号を取り上げたドキュメンタリー番組として『鹿児島放送開局30周年記念番組 海の道が結ぶ自然遺産〜屋久島・奄美大島 奇跡の島々へ〜』（2013年1月27日、鹿児島放送制作、テレビ朝日系列）がある[14]。